# Kibakoganea akikoae
Kibakoganea akikoae är en skalbaggsart som beskrevs av Hirasawa 1992. Kibakoganea akikoae ingår i släktet Kibakoganea och familjen Rutelidae. Utöver nominatformen finns också underarten K. a. satoi.